# Linea Yōrō
La linea Yōrō (養老線?, Yōrō-sen) è una linea ferroviaria regionale posseduta dalle Ferrovie Kintetsu e operata dalla società Ferrovia Yōrō di circa 58 km che collega la stazione di Kuwana, nella città omonima della prefettura di Mie alla stazione di Ibi a Ibigawa, nella prefettura di Gifu in Giappone.

## Caratteristiche
- Percorso: 57,5 km
- Scartamento: 1067 mm
- Numero di stazioni: 27 (di cui 19 non presenziate)
- Binari: tutta la linea è a binario singolo
- Trazione: elettrica, 1500 V CC
- Sistema di blocco: automatico 65 km/h
- Velocità massima:

## Servizi e stazioni

### Servizi
La linea è divisa presso la stazione di Ōgaki in due segmenti, e nessun treno percorre la linea per la sua interezza. Nella tratta Ōgaki - Kuwana, viaggia circa un treno ogni 30 minuti durante la mattina, e ogni 40 minuti nel pomeriggio. La sezione fra Ōgaki e Ibi vede un treno ogni 20 minuti la mattina e ogni 40 nel pomeriggio. Nelle fasce orarie centrali della giornata è inoltre possibile portare le biciclette a bordo treno.

### Stazioni
- Tutti i treni fermano in tutte le stazioni

| Stazione        | Giapponese | Dist. interst. | Dist. totale | Pass. al giorno (2008) | Collegamenti                                           | Posizione  | Posizione    |
| --------------- | ---------- | -------------- | ------------ | ---------------------- | ------------------------------------------------------ | ---------- | ------------ |
| Kuwana          | 桑名       | -              | 0.0          | 4,853                  | Linea Kintetsu Nagoya Linea Kansai Linea Sangi Hokusei | Kuwana Mie | Kuwana Mie   |
| Harima          | 播磨       | 1.6            | 1.6          | 582                    |                                                        | Kuwana Mie | Kuwana Mie   |
| Shimo-Fukaya    | 下深谷     | 2.4            | 4.0          | 1,174                  |                                                        | Kuwana Mie | Kuwana Mie   |
| Shimo-Noshiro   | 下野代     | 2.6            | 6.6          | 485                    |                                                        | Kuwana Mie | Kuwana Mie   |
| Tado            | 多度       | 2.0            | 8.6          | 1,424                  |                                                        | Kuwana Mie | Kuwana Mie   |
| Mino-Matsuyama  | 美濃松山   | 3.3            | 11.9         | 883                    |                                                        | Gifu       | Kaizu        |
| Ishizu          | 石津       | 2.3            | 14.2         | 601                    |                                                        | Gifu       | Kaizu        |
| Mino-Yamazaki   | 美濃山崎   | 2.0            | 16.2         | 181                    |                                                        | Gifu       | Kaizu        |
| Komano          | 駒野       | 3.6            | 19.8         | 1,009                  |                                                        | Gifu       | Kaizu        |
| Mino-Tsuya      | 美濃津屋   | 4.7            | 24.5         | 316                    |                                                        | Gifu       | Kaizu        |
| Yōrō            | 養老       | 4.3            | 28.8         | 638                    |                                                        | Gifu       | Yōrō         |
| Mino-Takada     | 美濃高田   | 3.0            | 31.8         | 1,032                  |                                                        | Gifu       | Yōrō         |
| Karasue         | 烏江       | 2.7            | 34.5         | 982                    |                                                        | Gifu       | Yōrō         |
| Ōtoba           | 大外羽     | 1.5            | 36.0         | 889                    |                                                        | Gifu       | Ōgaki        |
| Tomoe           | 友江       | 1.4            | 37.4         | 541                    |                                                        | Gifu       | Ōgaki        |
| Mino-Yanagi     | 美濃青柳   | 2.0            | 39.4         | 559                    |                                                        | Gifu       | Ōgaki        |
| Nishi-Ōgaki     | 西大垣     | 1.8            | 41.2         | 379                    |                                                        | Gifu       | Ōgaki        |
| Ōgaki           | 大垣       | 1.8            | 43.0         | 8,790                  | Linea principale Tōkaidō Linea Tarumi                  | Gifu       | Ōgaki        |
| Muro            | 室         | 1.1            | 44.1         | 526                    |                                                        | Gifu       | Ōgaki        |
| Kita-Ōgaki      | 北大垣     | 1.3            | 45.4         | 398                    |                                                        | Gifu       | Ōgaki        |
| Higashi-Akasaka | 東赤坂     | 2.1            | 47.5         | 374                    |                                                        | Gifu       | Anpachi Gōdo |
| Hiro-Gōdo       | 広神戸     | 2.8            | 50.3         | 1,064                  |                                                        | Gifu       | Anpachi Gōdo |
| Kita-Gōdo       | 北神戸     | 1.6            | 51.9         | 665                    |                                                        | Gifu       | Anpachi Gōdo |
| Ikeno           | 池野       | 1.6            | 53.5         | 840                    |                                                        | Gifu       | Ibi Ikeda    |
| Kita-Ikeno      | 北池野     | 0.9            | 54.4         | 579                    |                                                        | Gifu       | Ibi Ikeda    |
| Mino-Hongō      | 美濃本郷   | 0.8            | 55.2         | 643                    |                                                        | Gifu       | Ibi Ikeda    |
| Ibi             | 揖斐       | 2.3            | 57.5         | 1,743                  |                                                        | Gifu       | Ibi Ibigawa  |